# Kiefernkreuzschnabel
Der Kiefernkreuzschnabel (Loxia pytyopsittacus) ist ein Singvogel aus der Familie der Finken (Fringillidae). Er ist in Nordosteuropa verbreitet. Der Bestand wird von der IUCN als „nicht gefährdet“ (least concern) eingeschätzt.

## Beschreibung

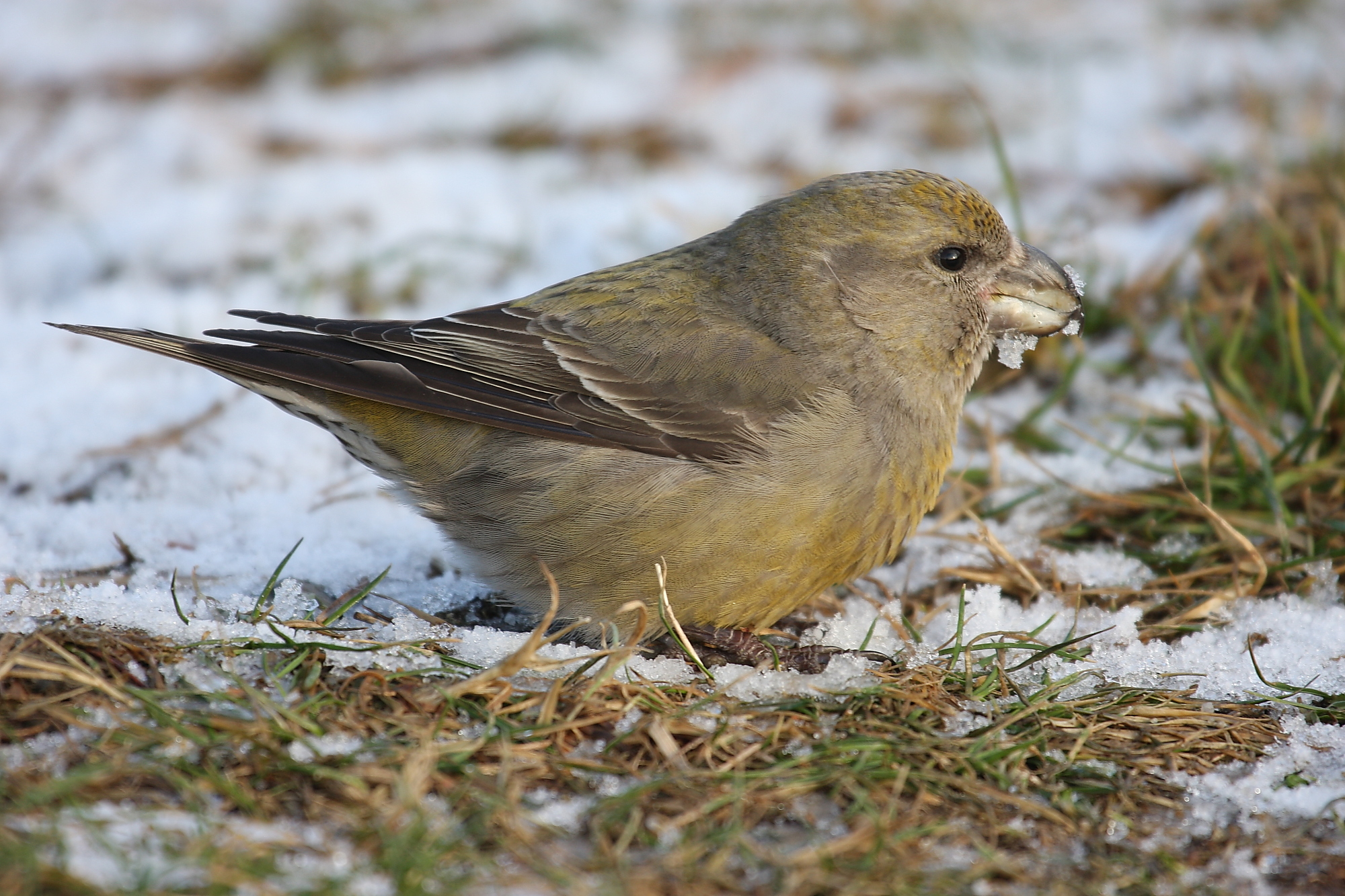
Kiefernkreuzschnabel, Weibchen

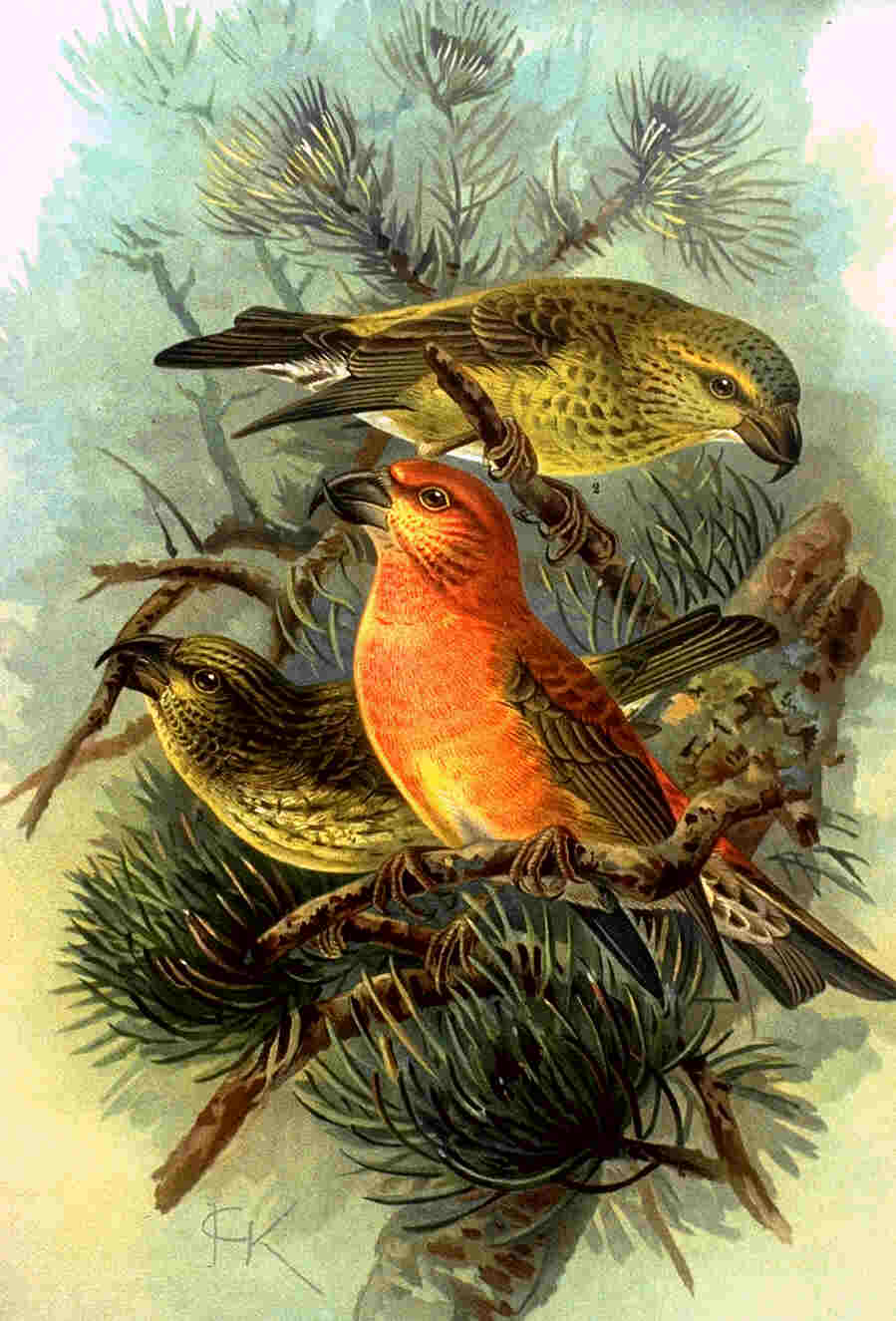
Kiefernkreuzschnäbel, Illustration

Der Kiefernkreuzschnabel wird zwischen 16 und 18 Zentimeter lang. Er ist bulliger, hat einen Stiernacken und einen größeren Kopf als der Fichtenkreuzschnabel.
Das Gefieder ist mit dem des Fichtenkreuzschnabels identisch.
Das wichtigste Kennzeichen des Kiefernkreuzschnabels ist der massige Schnabel. Der Unterschnabel ist fast so dick wie der Oberschnabel und hat eine papageienartige Ausbuchtung in der Mitte. Der Schnabel ist etwa so hoch wie lang und die Schnabelspitze wirkt stumpf.
Sein Schnabel ist auf Kiefernzapfen spezialisiert.

## Verbreitung und Migration
Der Kiefernkreuzschnabel kommt im Nordosten Schottlands über Fennoskandinavien, Estland und Nordlettland  bis Ostlitauen vor, selten auch in Ostpolen und im Osten bis zum Südwesten Sibiriens.
Kiefernkreuzschnäbel neigen weniger zu großen Wanderungen, da der Fruchtansatz bei Kiefern nicht so starken Schwankungen unterliegt wie bei Fichten. Die Art ist seltener als der Fichtenkreuzschnabel. Bei Nahrungsknappheit (Verfügbarkeit von Kiefernzapfen) wandert der Kiefernkreuzschnabel lokal oder über kurze Strecken, gelegentlich auch weiter. So ist er schon in Deutschland, Belgien und Frankreich gesichtet worden, sogar südlich bis in die Ukraine und Italien.

## Ernährung und Verhalten

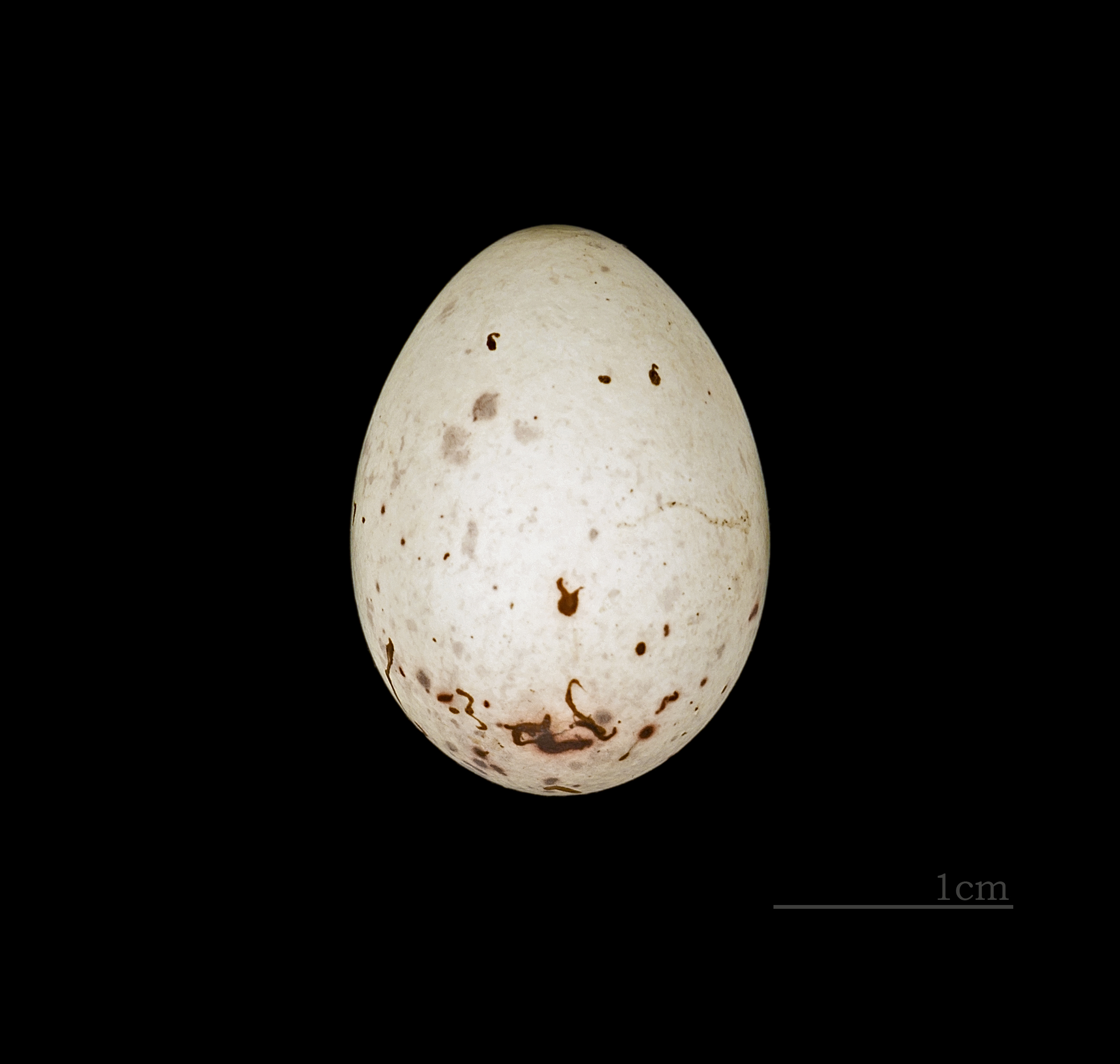
Ei des Kiefernkreuzschnabels

Der Kiefernkreuzschnabel lebt in Nadelwäldern mit hohem Kiefernanteil und frisst Kiefern- und andere Koniferensamen und deren Knospen und Triebe, in geringem Maß auch Insekten und Larven. Er wurde dabei beobachtet, wie er Zweige mit Kiefernzapfen abbeißt und sie zu einem Ast trägt.
Der Kiefernkreuzschnabel brütet in Skandinavien und Nordosteuropa. Die Brutzeit fällt hauptsächlich in die Monate Januar bis Mai. Das Nest baut das Weibchen meist nahe am Stamm von Kiefern in einer Höhe von bis zu 20 m. Das Gelege besteht gewöhnlich aus 3–4 Eiern. Nach 14–16 Tagen Bebrütung ausschließlich durch das Weibchen schlüpfen die Nestlinge, die dann von beiden Eltern mit hervorgewürgten Kiefernnadeln gefüttert werden. Nach der Nestlingszeit von 21 bis 23 Tagen werden die Jungvögel noch bis zu 6 Wochen von den Eltern gefüttert.

## Stimme
Der Kiefernkreuzschnabel ist sehr stimmfreudig und ruft ähnlich wie der Fichtenkreuzschnabel, aber insgesamt etwas tiefer und härter.
Sein Ruf klingt wie tüpp-tüpp-tüpp.